# جيمس هيكمان
ولد جميس هاكمان في شيكاغو في حى هايد بارك في ابريل 1944، تعلم في كولورادو وتلقي تعليما جيدا هناك وتخصص في الرياضيات. حضر جامعة شيكاغو لدراسة الاقتصاد وقابل ميلتون فريدمان وهاري جونسون وآرثر لويس وعمل على التنمية الاقتصادية. عمل مع ريتشارد كوانت في تقدير الطلب وهو المجال الذي سوف يأتي فيما بعد إلى "نظرية الاختيار المنفصله"، وبخاصه باستخدام الاقتصاد القياسي لتقدير الطلب على سلع جديدة. والاخلاقيات في برنستون في ذلك الوقت على تطبيق النظرية الاقتصادية والاقتصاد الطرق لحل المشاكل السياسة.
هناك تحد كبير الفكرية في ابتكار طرق استخدام هذه البيانات على نحو خلاق. وبعد التخرج عمل بجامعة كولومبيا وتعلم الكثير من زملائه. عمل مع كلفن انكستر في الممثل النموذجي للمستهلك وطرق التعامل معها. ومع كوانت على مشكلة تقدير الطلب ومع نيد فيلبس حول أهمية ضمان التمويل كأحد أسس الاقتصاد الكلي ثم انضم إلى المكتب الوطني للبحوث الاقتصادية في نيويورك. مع فيكتور فوكس وفينيس وولش وبوب ويليس وغاري بيكر، وفي صيف 1974، زار فريق دانييل مكفادين في بيركلي. تقابل مع ميلتون فريدمان ومع عالم الاجتماع جيمس كولمان.

## روابط خارجية
- جيمس هيكمان على موقع الموسوعة البريطانية (الإنجليزية)
- جيمس هيكمان على موقع مونزينجر (الألمانية)
- جيمس هيكمان على موقع إن إن دي بي (الإنجليزية)